# Shākhtal Khān-e Do
Shākhtal Khān-e Do (persiska: شاختل خان دو, Shākht) är en ort i Iran.   Den ligger i provinsen Khuzestan, i den västra delen av landet, 600 km söder om huvudstaden Teheran. Shākhtal Khān-e Do ligger 4 meter över havet och antalet invånare är 157.
Terrängen runt Shākhtal Khān-e Do är mycket platt. Runt Shākhtal Khān-e Do är det ganska tätbefolkat, med 54 invånare per kvadratkilometer. Närmaste större samhälle är Yūkhān, 4,1 km sydväst om Shākhtal Khān-e Do. Trakten runt Shākhtal Khān-e Do är ofruktbar med lite eller ingen växtlighet.